# Song Ji-ho
Song Ji-ho (en hangul, 송지호; nacido en Busan el 28 de enero de 1992) es un actor surcoreano.

## Carrera
Song se graduó en el Departamento de Lengua y Literatura China de la Universidad de Lenguas Extranjeras de Pekín. Siempre había deseado actuar, pero se encontró con la oposición de sus padres, que creían que carecía de talento, y de ahí que decidiera salir a estudiar al extranjero. A continuación se alistó en el Cuerpo de Marines del Ejército surcoreano.
Aprendió a actuar en una compañía de teatro en Busan. En ese momento, sin ninguna experiencia, superó una audición a la que también se presentaban actores profesionales, y debutó en 2013 con un pequeño papel en la película Friend: The Great Legacy. Al ver su trabajo en esta película, cambió la opinión de sus padres, que dejaron de oponerse a su proyecto profesional como actor.
A partir de entonces empezó a aparecer como actor de reparto sobre todo en televisión. Song declaró que los dos trabajos que consideraba más importantes de su carrera antes de Doctora Cha fueron los que hizo en D-Day (2015) y Queen of Mystery 2 (2018). También recuerda Forest of Secrets (2017-20) y Search: WWW (2020).
Después de diez años como actor secundario tanto en cine como en televisión, su trabajo en la serie de JTBC Doctora Cha (2023) supuso paso importante en su carrera, según opinión del propio Song: «fue un gran punto de inflexión. Dicen que todo tarda diez años en hacerse visible. Yo también pensé en hacerlo solo durante diez años, pero justo en ese momento me encontré con un buen trabajo». Su papel es el de Seo Jeong-min, hijo de la protagonista que da nombre a la serie y médico residente de primer año de cirugía general en el Hospital Universitario de Gusan
En 2024 participó el reparto de la serie Lovely Runner, con el papel de Im Geum, el hermano mayor de la protagonista, que pese a su pasión por el trabajo de actor ha fracasado en sus audiciones y ha renunciado a su sueño.

## Filmografía

### Cine
| Año  | Título                   | Hangul   | Papel    | Notas | Ref.  |
| ---- | ------------------------ | -------- | -------- | ----- | ----- |
| 2013 | Friend: The Great Legacy | 친구2    | Jae-chil |       | [ 1 ] |
| 2014 | Night Flight             | 야간비행 | Jae-yeon |       | [ 7 ] |
| 2020 | Festival                 | 잔칫날   | Ki-won   |       |       |

### Series de televisión
| Año     | Título              | Papel                     | Canal | Notas                               | Ref.                 |
| ------- | ------------------- | ------------------------- | ----- | ----------------------------------- | -------------------- |
| 2013-14 | The Eldest          | Bum-suk                   | JTBC  |                                     |                      |
| 2014    | Emergency Couple    | Médico interno            | tvN   | Aparición especial                  |                      |
| 2014    | Gunman in Joseon    | Nakamura                  | KBS2  | Episodios 17 y 18                   | [ 7 ]                |
| 2014    | Hi! School: Love On | Seo Yo-han                | KBS2  |                                     | [ 7 ]                |
| 2015    | D-Day               | Lee Woo-sung              | JTBC  |                                     | [ 8 ] [ 4 ]          |
| 2016    | Memory              | Chun Min-gyu              | tvN   |                                     |                      |
| 2016    | Age of Youth        | Acosador de Kang Yi-na    | JTBC  |                                     | [ 9 ]                |
| 2017    | Hospital Ship       | Kang Jung-ho              | MBC   |                                     | [ 10 ] [ 11 ]        |
| 2017    | A Bad Family        | Kim Min-guk               | KBS2  | Drama Special, un episodio          | [ 12 ]               |
| 2017-20 | Forest of Secrets   | Detective Park Soon-chang | tvN   | Temporadas 1 y 2                    | [ 13 ] [ 14 ]        |
| 2017-18 | Jugglers            | Go Myung-suk              | KBS2  |                                     | [ 15 ]               |
| 2018    | Queen of Mystery 2  | Won Joo-suk               | KBS2  | Aparición especial                  | [ 16 ] [ 17 ]        |
| 2018    | Sketch              | Jin-soo                   | JTBC  | Aparición especial                  |                      |
| 2018    | Matrimonial Chaos   | Nam Dong-goo              | KBS2  |                                     | [ 18 ] [ 19 ]        |
| 2018-19 | God's Quiz          | Lee Dong-geun             | OCN   | Temporada 5.ª                       | [ 20 ] [ 21 ] [ 22 ] |
| 2019    | Search: WWW         | Choi Jung-hoon (Alex)     | tvN   |                                     | [ 23 ]               |
| 2020    | Soul Mechanic       | Shin Jong-sik             | KBS2  | Aparición especial, ep. 11-12       | [ 24 ]               |
| 2021    | You Are My Spring   | Presentador de radio      | tvN   | Aparición especial, ep. 3, 5, 8, 16 |                      |
| 2022    | Never Give Up       | Kim Gun-woo               | ENA   |                                     |                      |
| 2023    | Doctora Cha         | Seo Jung-min              | JTBC  |                                     | [ 25 ] [ 26 ]        |
| 2024    | Lovely Runner       | Im Geum                   | tvN   |                                     | [ 27 ] [ 28 ] [ 29 ] |